# Agnetina flavescens
Agnetina flavescens är en bäcksländeart som först beskrevs av Walsh 1862.  Agnetina flavescens ingår i släktet Agnetina och familjen jättebäcksländor. Inga underarter finns listade i Catalogue of Life.

## Bildgalleri

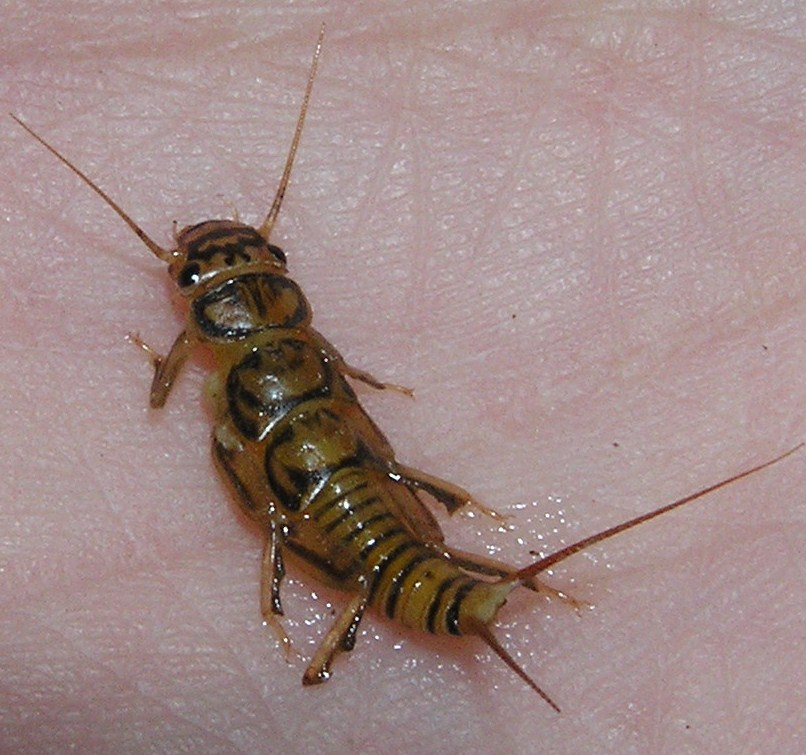